# Lleona Guennol
La Lleona Guennol és una escultura petita (d'uns 8 cm) mesopotàmica d'uns 5.000 anys d'antiguitat descoberta a la vora de Bagdad, l'Iraq. L'escultura havia estat adquirida per un col·leccionista privat, Alastair Bradley Martin el 1948 a la col·lecció de Joseph Brummer, Havia estat mostrada al Museu de Brooklyn a Nova York des d'aquest moment del 1948 fins a la seva venda l'any 2007.

## Història
Aquesta escultura és una figura elamita que es creu va ser realitzada prop de l'any 3000-2800 abans de Crist, Va ser cedida al Museu de Brooklyn fins que va ser adquirida en una subhasta per un col·leccionista anglès. La seva importància històrica és que es creu que pertany aproximadament al mateix temps que es va conèixer l'ús la primera la roda, el desenvolupament de l'escriptura cuneïforme, i l'aparició de les primeres ciutats.
Aquest tipus de figures antropomorfes, amb la fusió de trets animals i humans, es poden veure als registres superior i inferior de la placa frontal trapezoidal de les famoses Arpes d'Ur de la "Tomba del Rei" (circa 2650-2550 aC), que va ser descoberta per l'arqueòleg britànic Sir Leonard Woolley a començaments del segle XX a Ur, a l'actual Iraq.
Moltes deïtats del Pròxim Orient estaven representades en figures antropomòrfiques. Aquestes imatges eren evocades a la mitologia mesopotàmica com la consecució de poder sobre el món físic mitjançant la combinació dels atributs físics superiors de diverses espècies. És possible que els propers sumeris haguessin prestat aquest poderós híbrid artístic de la civilització protoelamita.
En el moment de la seva venda l'any 2007, el preu pagat per una escultura en una subhasta, per la Lleona Guennol, va ser el més alt d'aquesta data, superant àmpliament l'anterior obra Cap de dona (Dora Maar) de Pablo Picasso. El 3 de febrer de 2010, tanmateix, la segona edició de l'escultura L'Homme qui marche I d'Alberto Giacometti es va vendre per 65.001.250 £ i va superar la Lleona Guennol, com l'escultura més cara mai venuda en subhasta.